# 别失八里
別失八里（Bechbaliq或Bishbalik:117）、鳖思马、别失把、亦力把力，是历史上，中国新疆北部的一座古城。15世纪，此城因战争毁灭。中国学界对其具体所在曾有多种说法，目前以新疆维吾尔自治区昌吉回族自治州吉木萨尔县境内的北庭故城遗址为主流:118:60。
别失八里的历史追溯至东汉时车师后国王庭金满城。唐朝时，为庭州州城、金满县县城、北庭大都护府城。此城在840年回鹘西迁后，以北庭城、别失八里并称。初为高昌回鶻都城，后改为陪都:117—118。元朝时，为北庭都元帅府、别失八里宣慰司治所。明朝时，别失八里因是东察合台汗国国都所在，所以在中国史籍中，亦为国名:169。突厥语中，“别失（Bish）”译为“五”，“八里（balik）”译为城，“别失八里”的汉译即“五城”:117。波斯语称Pandjikath（庞吉坎特）:169。

## 历史
西汉宣帝元康四年（前62年），汉朝在当地设戊己校尉，东汉时耿恭在此屯垦。《后汉书》的〈西域传〉和〈耿恭传〉提及车师后国王庭金蒲城。学者一般认为金蒲城为金满城的误称。日后，唐代金满县的县名沿用汉代金满城之名。今吉木萨尔县县名的“吉木”被认为来自“金满”的变音，“萨尔”为突厥语“城”之意:65。3世纪后，中国陷入内乱，放弃该地区，高车、柔然、铁勒、突厥相继占领该地。
7世纪唐朝重新统一中国之后，唐太宗于贞观十四年（640年）派遣侯君集征讨高昌和西突厥。贞观二十年（646年），西突厥可汗阿史那贺鲁内附唐朝，唐朝政府遂在当地设立庭州，州城所在即庭州城。武则天长安（702年），又在庭州设立北庭大都护府，统管整个天山以北的西域地区。故此城又称北庭城。《旧唐书》记，金满县县城即东汉“车师后国王庭。胡故庭有五城，俗号‘五城之地’。”
唐德宗贞元六年（790年），庭州被吐蕃攻占，中国势力再一次退出当地。此后，葛逻禄、吐蕃和回鹘对该地进行了长时间的争夺。800年，回鹘最终获胜，在高昌建立回鹘汗国，以别失八里城（北庭城）为其陪都。此时，此城多以北庭、别失八里多并称:117
耶律大石建立西辽之后，臣服了高昌汗国。元太祖十四年（1219年）耶律楚材随成吉思汗西征，经过的別失八里、轮台、高昌、阗等地，也即《元史》中，大将阿剌瓦而思攻破的回鹘城别失八里，轮台、高昌、于阗等地。1251年蒙古在此设立了别失八里等处行尚书省。元宪宗蒙哥死后，阿里不哥一度以此处为基地之一与其兄忽必烈争夺蒙古大汗之位。元朝至元元年（1264年）阿里不哥投降，该地遂为中央政府控制。但是至元十三年（1276年）昔里吉发动叛乱，别失八里行省大部地区被窝阔台后王海都占领。元朝平定南宋残部的反抗后，于至元二十年（1283年）在别失八里设宣慰司，派万户綦公直为宣慰使，率大批新附军进驻实行屯田。然而到了至元二十三年（1286年），察合台汗国后王笃哇占领该地，元贞二年（1295年），元朝再次设立北庭都元帅府。此后经过长时间的争夺，确立了察合台汗国对当地的统治。
明洪武二十三年（1390年），察合台后王（即东察合台汗国）黑的儿火者遣使贡方物。永乐四年（1406年），后王沙迷查干遣使贡玉璞等方物。永樂七年，明成祖封瓦剌馬哈木為順寧王。永乐十一年（1413年），吏部员外郎陈诚出使西域，曾访问别失八里。
1417年察合台歪思汗弑杀叔叔别失八里国王纳黑失只罕，自立为王，号亦力把力。宣德二年（1427年），歪思遣使入贡，明宣宗赐歪思金刀甲胄。正统后亦力把力朝贡不绝。15世纪初，别失八里毁于战火。
因古城湮灭于历史中，至近代中国学界，对已别失八里（北庭城）具体所在多有争议。有数种说法，一是在乌鲁木齐市，一是在巴音郭楞蒙古自治州焉耆回族自治县，一是在昌吉回族自治州境内的不同县级行政区（阜康市、奇台县、吉木萨尔县）。到1980年代，主流说法支持吉木萨尔县的护堡子古城（现称北庭故城遗址）即是别失八里:118:60，奇台县的说法也部分支持:118。目前昌吉回族自治州以庭州为本区的代称。

## 地名争议
别失八里即突厥语“五城”之意。学界对“五城”所指存在争议，无统一观点。有观点认为，五城是别失八里（北庭城）本身有五个城址；有观点认为，五城是指北庭都护府管辖的天山以北地区有五座大城；有观点主认为，五城指高昌回鶻领地内有五座重要城镇；有观点认为，五城仅指别失八里附近有五个城池:60。
孟凡人认为，在840年回鹘西迁之前，并不存在五个城镇或城池分为五个部分的情况，推测汉代金满城因是后部侯城之故，由“侯城”或“古城”，讹转“五城”。这一“五城”与日后的城名“别失八里”在字义上相同，实为巧合。他根据据史料提及的，高昌回鶻“乃于其地建筑五城，而名之曰别失八里”，“北庭城，今之别失八里城也”，认为“别失八里”之名与高昌回鹘建筑五城密切相关。日后，被认为是别失八里的北庭故城遗址形制上由五部分组成:117—118。
:60

## 延伸阅读
[在维基数据编辑]
 《明史卷三百三十二》，出自《明史》